# Almindelig buskmargerit
Almindelig buskmargerit (Argyranthemum frutescens) er en kurvblomst med gule skivekroner og hvide eller gule randkroner, der oprindeligt stammer fra De Kanariske Øer. I Danmark anvendes den som udplatningsplante og ses sjældent som afskårne blomster; det gør derimod krydsninger mellem marguerit og Argyranthemum-arter.
Navnet margerit (eller som tidligere: Marguerit) betegner flere lignende arter, der er samlet i slægten Leucanthemum, men som alle tidligere blev placeret i slægten Chrysanthemum.